# Comté de Phillips (Montana)
Pour les articles homonymes, voir Comté de Phillips.
Le comté de Phillips est un des 56 comtés de l’État du Montana, aux États-Unis. En 2010, la population était de 4 253 habitants. Son siège est Malta. Le comté a été fondé en 1913.

## Géolocalisation
|                 | Saskatchewan, Canada |                   |
| Comté de Blaine | Comté de Phillips    | Comté de Valley   |
| Comté de Fergus | Comté de Petroleum   | Comté de Garfield |

## Principales villes
- Dodson
- Malta
- Saco